# Matt Whelan
Matthew «Matt» Whelan es un actor neozelandés, más conocido por haber interpretado a Brad Caulfield en la serie Go Girls.

## Biografía
Se graduó de la escuela de drama neozelandesa Toi Whakaari en 2007 con una licenciatura en artes escénicas.

## Carrera
En 2008 apareció en el drama Show of Hands, donde interpretó a Matt. En 2009 se unió al elenco principal de la quinta temporada de la serie Go Girls, donde interpretará a Brad Caulfield, hasta el final de la cuarta temporada.
En 2011 interpretó a James en la película romántica My Wedding and Other Secrets, donde compartió créditos con la actriz Michelle Ang. En 2012 apareció en el drama The Most Fun You Can Have Dying. En 2013 apareció como invitado en un episodio de la miniserie Top of the Lake, donde dio vida al pequeño Shane.

## Filmografía
Series de televisión
| Año         | Título          | Personaje       | Notas                     |
| ----------- | --------------- | --------------- | ------------------------- |
| 2017        | Narcos          | Daniel Van Ness | 10 episodios              |
| 2014        | Coverband       | Alex            | 6 episodios               |
| 2013        | Top of the Lake | Pequeño Shane   | episodio # 1.6 - miiserie |
| 2009 - 2012 | Go Girls        | Brad Caulfield  | 49 episodios              |

Películas
| Año  | Título                          | Personaje | Notas                                                                                       |
| ---- | ------------------------------- | --------- | ------------------------------------------------------------------------------------------- |
| 2017 | Pork Pie                        | Noah      | junto a Dean O'Gorman, James Rolleston y Ashleigh Cummings                                  |
| 2014 | Dancers                         | David     | corto - junto a Tawanda Manyimo & Sophie Henderson                                          |
| 2014 | 3 Mile Limit                    | Richard   | junto a Bruce Hopkins, David Aston, George Mason & Daniel Musgrove                          |
| 2012 | The Most Fun You Can Have Dying | Michael   | junto a Roxane Mesquida, Pana Hema Taylor & Matthew Saville                                 |
| 2011 | My Wedding and Other Secrets    | James     | junto a Michelle Ang, Mark Ferguson & Simon London                                          |
| 2008 | Show of Hands                   | Matt      | junto a Craig Hall, Melanie Lynskey, Stephen Lovatt, Chelsie Preston Crayford & Nick Dunbar |
| 2007 | Eagle vs Shark                  | Joven     | junto a Joel Tobeck, Craig Hall, Cohen Holloway & Chelsie Preston Crayford                  |

Teatro
| Año | Título            | Personaje | Teatro       |
| --- | ----------------- | --------- | ------------ |
| -   | Holding the Man   | -         | Silo Theatre |
| -   | Angels in America | -         | -            |
| -   | Moulding Man      | -         | -            |
| -   | Antigone          | -         | -            |

## Premios y nominaciones
| Año  | Categoría                              | Premio                   | Película/Serie               | Resultado |
| ---- | -------------------------------------- | ------------------------ | ---------------------------- | --------- |
| 2011 | Best Lead Actor in a Feature Film      | AFTA Award               | My Wedding and Other Secrets | Nominado  |
| 2010 | Best Performance by a Supporting Actor | Qantas TV and Film Award | Go Girls                     | Ganador   |